# 1828 au Bas-Canada
Cet article traite des événements survenus en 1828 au Bas-Canada. 

## Événements

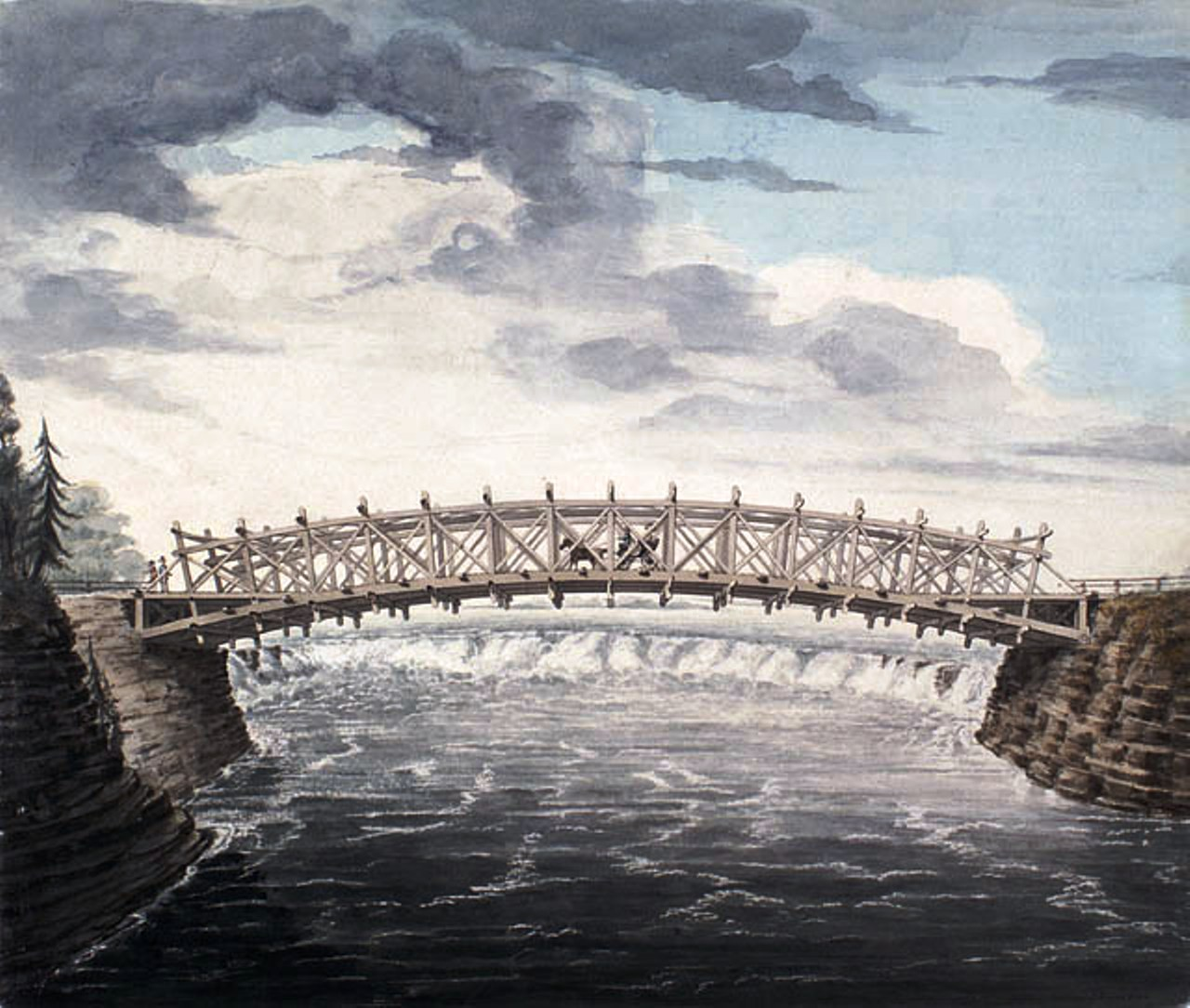
Union Bridge est le premier pont à traverser la Rivière Outaouais près de la ville qui allait s'appeler Ottawa.

- 22 juillet : remise du rapport Comité spécial de la Chambre des Communes sur le gouvernement civil du Canada.
- La localité de Bedford tient la plus ancienne exposition agricole du Bas-Canada.
- 8 septembre : James Kempt devient le nouveau gouverneur de l'Amérique du Nord britannique[1].
- 12 décembre : première édition du journal anglophone The Vindicator fondé par Daniel Tracey à Montréal.

- Les représentants du Parti patriote (fondé par les Canadiens français au début du XIXe siècle avec la dénomination « Parti canadien ») déposent des pétitions à la Chambre des Communes de Londres, dont les principaux intéressés se plaignent des actes arbitraires et illégaux du gouverneur général George Ramsay à l'endroit des francophones.(Issu de l'article Canada).

## Naissances
- 5 août : Joseph-Octave Arsenault, homme politique et sénateur.
- 31 août : Pierre-Samuel Gendron, (notaire et homme politique)

## Décès
- 22 mars : Ignace-Michel-Louis-Antoine d'Irumberry de Salaberry, homme politique.
- 29 août : Louis-François Dunière, marchand et homme politique.
- 2 décembre : Jocelyn Waller, juge et éditeur de journaux.
- Tête Jaune ou Pierre Bostonnais, guide et trappeur.